# 長尾翼丘頭鯰
長尾翼丘頭鯰，為輻鰭魚綱鯰形目蝌蚪鯰科的其中一種，為熱帶淡水魚類，分布於南美洲亞馬遜河流域，體長可達6.7公分，棲息在底層水域，生活習性不明。